# Виторепи поморник
Виторепи поморник (лат. Stercorarius pomarinus) је морска птица из породице поморника лат. Stercorarius. То је мигрант која зимује на мору у тропским океанима.

## Таксономија
Виторепи поморник је најближи сродник већих поморника (врсте које су раније биле смештене у посебан род Catharacta: велики поморник, чилеански поморник, смеђи поморник и јужноатлански поморник).   Заједно, виторепи поморник и већи поморници су повезане са две мање врсте поморника, краткорепим поморником и дугорепим поморникаом.  
Еволуциони односи краткорепих поморника раније су били контроверзни. На основу сличности у перју између виторепог поморника и два мања поморника (дугорепог поморника и краткорепог поморника), ова три поморника су раније била смештена у посебан род од већих поморника (при чему су поморници били у Stercorarius, а већи поморници у ранијем роду Catharacta). Међутим, рано су препознати докази о понашању који указују на везу између виторепог поморника и већих поморника: на пример, и виторепи поморник и велики поморник изводе демонстрације подизања крила, понашање које је одсутно код два мања поморника. Подаци о скелетима такође су указивали на ближу везу између виторепог поморника и већих поморника. Касније је утврђено да је митохондријална ДНК виторепог поморника најсличнија великом поморнику,  а не са мањим поморницима. На основу ових образаца, предложено је да је поморник настао хибридизацијом између великог поморника и дугорепог или краткорепог поморника; или алтернативно, да је велики поморник настао хибридизацијом поморника и једног од поморника јужне хемисфере.  Према сценаријима хибридног порекла, хибридна популација би се на крају развила у посебну врсту. Секвенцирање целог генома касније је открило да је сличност митохондријалне ДНК између виторепог поморника и великог поморника највероватније последица хибридне интрогресије из виторепог поморника у великог поморника, при чему је митохондријална ДНК виторепог поморника заменила ону код великог поморника. Подаци о целом геному одбацили су хибридно порекло виторепог поморника, без доказа о краткорепом или дугорепом пореклу поморника унутар виторепог поморника, али су уместо тога подржали низак ниво хибридне интрогресије између виторепог поморника и великог поморника.

## Етимологија
Реч „јегер“ потиче од немачке речи Jäger, што значи „ловац“. Име рода Stercorarius је латинског порекла и значи „од измета“; храна коју су друге птице избацивале када су их прогонили поморници некада се сматрала изметом. Специфични назив Pomatorhinus потиче од старогрчких речи poma, pomatos, „поклопац“ и rhis, rhinos, „ноздрве“. Ово се односи на кљун, коју виторепи поморник дели са осталим поморницима. Иако се понекад погрешно назива поморник, име ове врсте није повезано са регионом Балтичког мора Помераније . 

## Опис
Ова врста има од 46-67 цм у дужини, 110-138 цм у распону крила и 540-920 гр тежине. Горња граница дужине укључује издужени репни део код одраслих јединки током размножавања, који је око 10 цм у дужини. Идентификација овог поморника је компликована због његових сличности са краткорепим поморником  и постојања три морфе. Виторепи поморници су већи од сивих галебова . Много су крупнији, имају шира крила и мање слични соколовима од краткорепог поморника, али показују исти широк распон варијација перја. Лет је одмеренији него код мањих врста. Има много оштрих брбљајућих оглашавања и других који звуче као "which-yew".
Одрасли виторепи поморници светле форме имају смеђа леђа, углавном беле доње делове тела и тамно примарно перје крила са белим „бљеском“. Глава и врат су жућкасто-бели са црном капом. Одрасле јединке тамне морфе су тамносмеђе, а птице средње морфе су тамне са нешто блеђим доњим делом тела, главом и вратом. Све морфе имају бели бљесак крила, који се појављује као дијагностички двоструки бљесак на доњем делу крила. Код одраслих јединки свих морфи током размножавања, два централна репна пера су много дужа од осталих, кашикастог облика и увијена од хоризонтале. Младунци су још проблематичнији за идентификацију и тешко их је разликовати од краткорепих поморника из даљине само на основу перја.

## Понашање

### Гнежђење
Ова врста се гнезди на крајњем северу Евроазије и Северне Америке. Гнезди се на арктичкој тундри и острвима, полажући 2–3 маслинасто-смеђа јаја у удубљењима обраслим травом. Као и други поморници, летеће ка човеку или ка другом уљезу који се приближава његовом гнезду. Иако не може нанети озбиљну штету, искуство је застрашујуће и болно.

### Храњење
Ова птица се храни рибом, лешинама, остацима хране, мањим птицама до величине обичног галеба и глодарима, посебно леминзима. Одузима галебовима, чиграма, па чак и блунима њихов улов. Као и већина других врста поморника, наставља ово пиратско понашање током целе године, показујући велику окретност док узнемирава своје жртве. Само црни галеб, орао белорепан и сури орао су познати по томе што лове одрасле, здраве виторепе поморнике.